# Tâm lý học tham vấn
Tâm lý học tham vấn là một chuyên ngành tâm lý học bao gồm những nghiên cứu và ứng dụng trong nhiều lĩnh vực rộng lớn khác nhau: đào tạo và đầu ra; giám sát và đào tạo; tư vấn và phát triển hướng nghiệp; can thiệp và sức khỏe. Một số chủ đề chính mà các nhà tham vấn tâm lý thường tập trung vào bao gồm vấn đề về tài chính và sức khỏe, môi trường tương giao cá nhân, giáo dục và phát triển hướng nghiệp, các tương giao ngắn hạn và tập trung vào tính toàn thể của nhân cách. Ở Hoa Kỳ, một trong các tạp chí chuyên ngành học thuật hàng đầu là Tạp chí tâm lý học tham vấn và Tạp chí các nhà tâm lý tham vấn.
Còn tại châu Âu, có các tạp chí học thuật chuyên ngành như Tạp chí tâm lý tham vấn châu Âu (dưới sự bảo trợ của Hiệp hội tâm lý học tham vấn châu Âu, tên tiếng Anh: European Journal of Counselling Psychology), Điểm báo Tâm lý học tham vấn (dưới sự bảo trợ của Hiệp hội Tâm lý học Liên hiệp Anh, tên tiếng Anh: Counselling Psychology Review), và một tạp chí liên ngành quốc tế: Tam cá nguyệt san Tâm lý học tham vấn (tạp chí 3 tháng/kỳ, tên tiếng Anh: Counselling Psychology Quarterly) là một xuất bản phẩm của nhà Routledge (thuộc hội Taylor & Francis).
Tại Hoa Kỳ, các hoạt động tham vấn tâm lý được hợp thức hóa bởi Hiệp hội Tâm lý học Hoa Kỳ (APA), còn các chương trình tham vấn được thông qua bởi Hội luật gia về tham vấn và các chương trình giáo dục liên kết (CACREP). Trên tất cả 50 bang, các nhà tham vấn có thể hành nghề với bằng thạc sĩ, đáp ứng chuẩn tiêu chí của bang và quốc gia. Để có giấy phép hành nghề như một nhà tham vấn tâm lý, bạn cần đáp ứng tiêu chí đòi hỏi ở một nhà tâm lý (với bằng tiến sĩ sau cử nhân từ 4 đến 7 năm, 1 năm thực tập gồm 3000 giờ thực hành có giám sát và các bài kiểm tra). Cả bằng tiến sĩ về tâm lý học tham vấn và tiến sĩ cho chuyên viên tham vấn đều có thể hoạt động trong các lĩnh vực ứng dụng hành nghề, cũng như trong giảng dạy và nghiên cứu.

## Lịch sử
Cũng giống như nhiều chuyên ngành tâm lý học hiện đại khác, tâm lý học tham vấn khởi sinh như một hệ quả từ Thế Chiến II. Trong thời kỳ thế chiến, quân đội Mỹ có nhu cầu rất lớn về việc huấn luyện và chọn nghề. Trong những năm 1940 và 1950, hội quản lý cựu binh (như hội cựu chiến binh ở VN) đã sáng lập nên một chuyên ngạch gọi là "tâm lý tham vấn" và phân khu 17 (hiện nay là Hiệp hội tham vấn tâm lý) của APA được thành lập. Tổ chức này đã bảo trợ cho việc huấn luyện tham vấn viên, và bước đầu thiết lập các chương trình đào tạo bậc tiến sĩ về tâm lý học tham vấn đầu tiên. Các chương trình đào tạo bậc tiến sĩ về tâm lý học tham vấn đã được áp dụng trong các trường Đại học như Đại học Minnesota, Đại học bang Ohio, Đại học Maryland, Cao đẳng Park, Đại học Missouri, Cao đẳng sư phạm thuộc Đại học Columbia và Đại học Texas ở Austin.

## Việc làm và lương
Các nhà tâm lý học tham vấn có thể được tuyển dụng trong các lĩnh vực khác nhau tùy vào dịch vụ mà họ cung cấp và số lượng khách hàng mà họ phục vụ. Một số có thể xin làm giảng viên tại các trường đại học hoặc cao đẳng, làm người giám sát, nghiên cứu hoặc nhà cung cấp dịch vụ. Một số khác có thể hoạt động độc lập trong việc cung cấp dịch vụ tham vấn cho cá nhân, tư vấn cho cặp đôi hoặc gia đình, cho nhóm hoặc các tổ chức, cung cấp tâm lý liệu pháp, đánh giá và dịch vụ tư vấn khác. Ngoài ra còn có một số lĩnh vực khác mà các nhà tham vấn tâm lý có thể tham gia như các trung tâm chăm sóc sức khỏe tâm trí cộng đồng, các trung tâm ý tế hội cựu chiến binh với các bộ phận khác, các dịch vụ gia đình, các tổ chức bảo vệ sức khỏe, các cơ sở giáo dưỡng, các tổ chức thương mại và công nghiệp hoặc tham vấn trong các công ty.
Lương trung bình của các nhà tham vấn Hoa Kỳ ở mức 64 nghìn Đô la Mỹ.